# هنري هدسون هولي
هنري هدسون هولي (بالإنجليزية: Henry Hudson Holly)‏ هو مهندس معماري أمريكي، ولد في 1834، وتوفي في 4 سبتمبر 1892 في نيويورك في الولايات المتحدة.